# Gare de Aïn El Berd
La gare de Aïn El Berd est une gare ferroviaire algérienne située sur le territoire de la commune de Aïn El Berd, dans la wilaya de Sidi Bel Abbès.

## Situation ferroviaire
Établie à une altitude de 470,000 m, la gare est située au point kilométrique (PK) 28,316 de la ligne de Oued Tlelat à Béchar, où elle est précédée de la gare d'Ouled Ali et suivie de la gare fermée de Sidi Hamadouche.
| \| Aïn El Berd Ouled Ali Sidi Hamadouche Sidi Bel Abbès Tabia Moulay Slissen Redjem Demouche \| Localisation de la gare de Aïn El Berd dans la wilaya de Sidi Bel Abbès. |
| Aïn El Berd Ouled Ali Sidi Hamadouche Sidi Bel Abbès Tabia Moulay Slissen Redjem Demouche                                                                                |

## Histoire

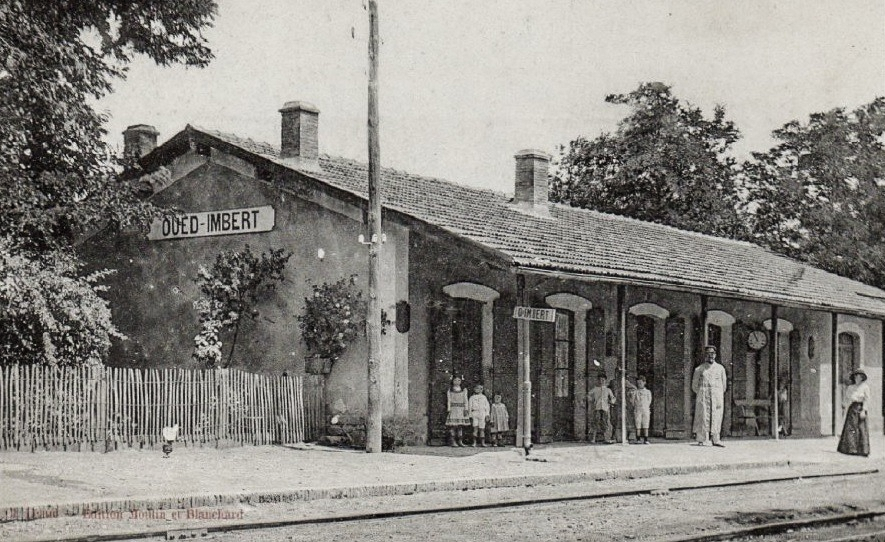
Carte postale ancienne montrant la gare de Oued Imbert au début du XXe siècle.

Lors de la colonisation, la gare portait le nom de gare de Oued Imbert. 
La gare est mise en service en 1877 lors de l'ouverture de la section de Sainte-Barbe-du-Tlélat à Oujda à Sidi Bel Abbès de la ligne de Sainte-Barbe-du-Tlélat à Oujda,.

## Service des voyageurs

### Dessertes
La gare de Aïn El Berd est desservie par les trains régionaux des liaisons :
- Oran - Sidi Bel Abbès[4] ;
- Oran - Saïda[5] ;
- Oran - Tlemcen[6].

## Galerie de photographies

Sélection de vues de la gare
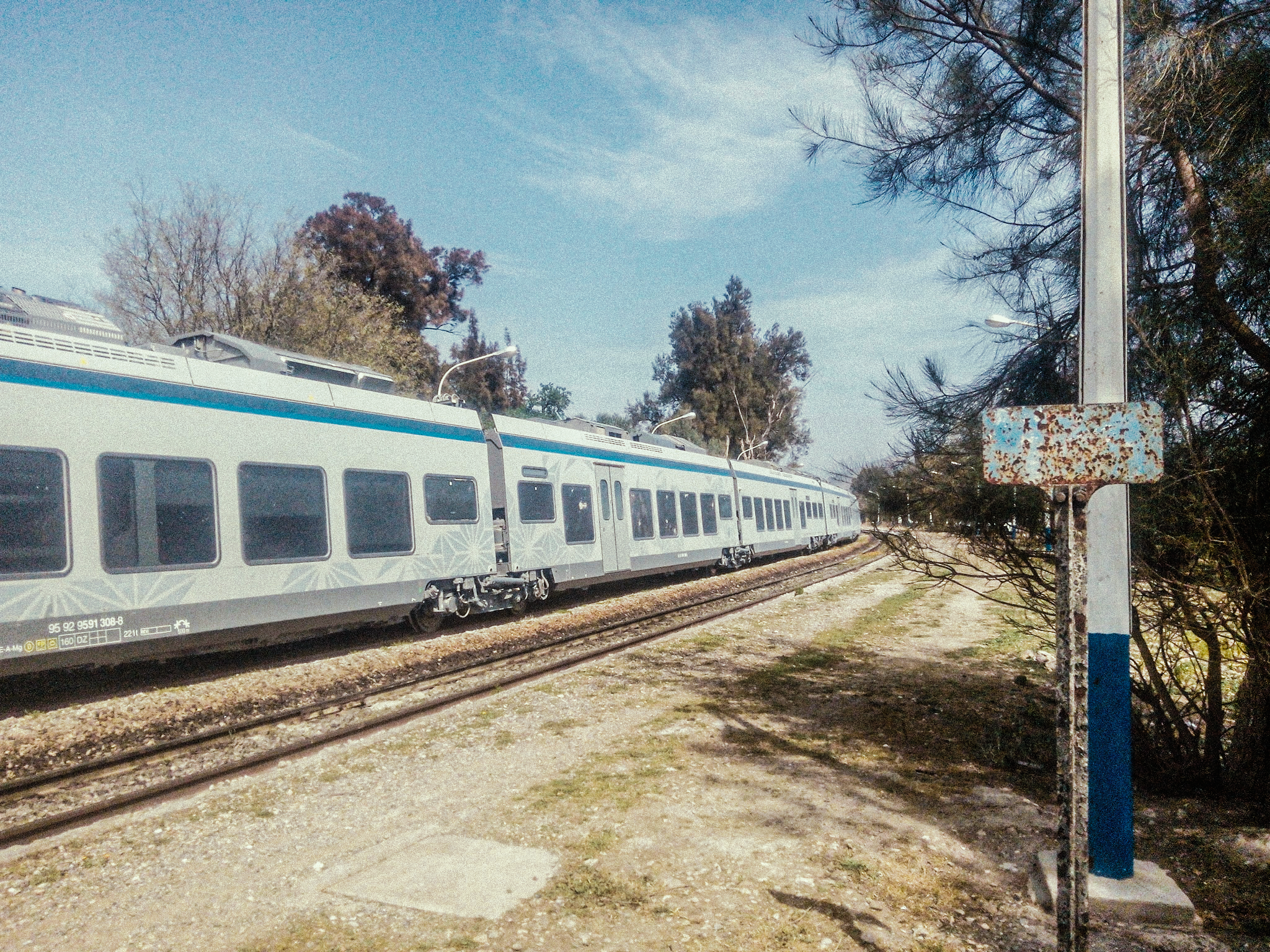
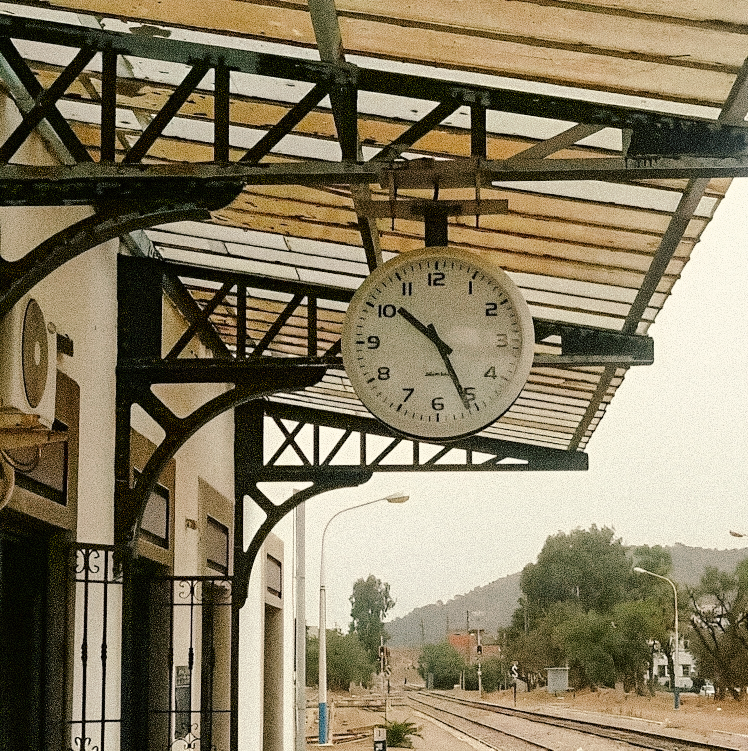
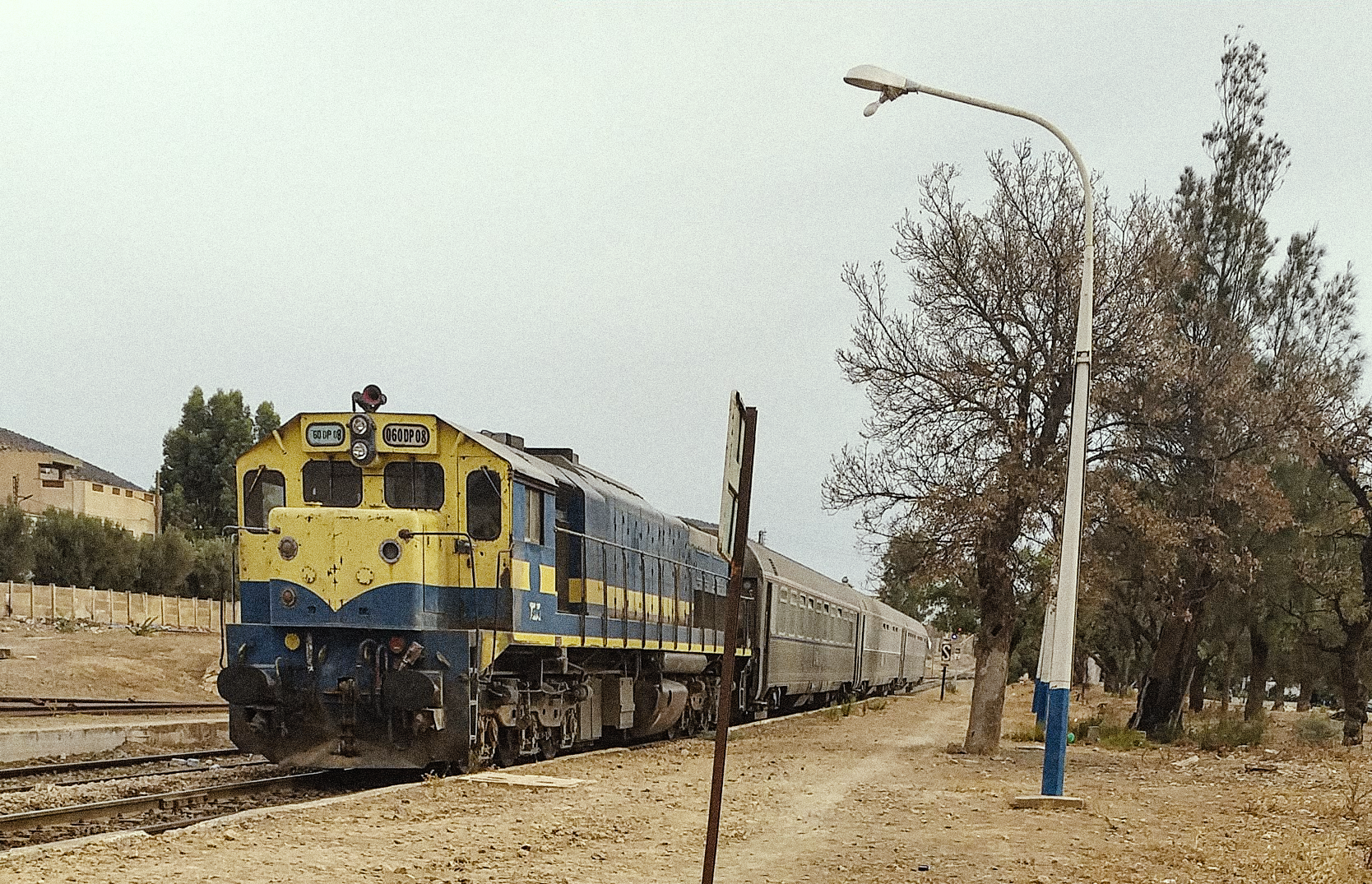
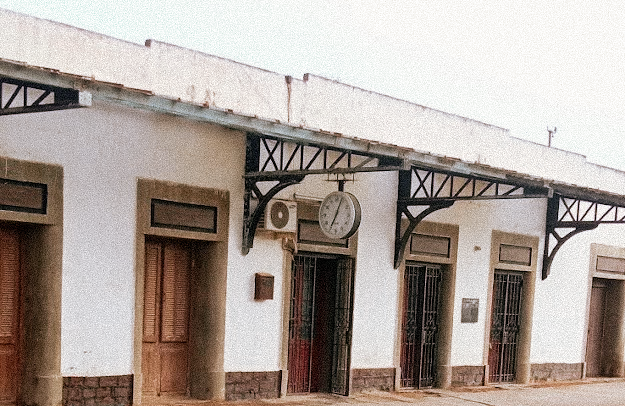